# Швейдова, Власта
Власта Швейдова (Швейдова-Лоренцова, чеш. Vlasta Švejdová; род. 22 июля 1946[…], Брно[…]) — чешская карикатуристка, график, мультипликатор.

## Биография
В 1960—1964 годах училась в средней школе прикладного искусства в Брно. Начинала как газетный иллюстратор, была штатным художником юмористического журнала Dikobraz. В 1980-е гг. она создала семь мультфильмов на киностудии Barrandov. Иллюстрировала сказки, учебники, обложки дисков. Пишет маслом, пером, делает литографии. Принимает участие в выставках как в Чехии, так и за рубежом. Её работы есть во многих частных коллекциях.

## Семья
- Муж — чешский живописец, скульптор, писатель, педагог и график Руди Лоренц (1945−2019).
- Сыновья — художник и музыкант, фронтмен группы Poletíme? Рудольф Бранчовски (р. 1980) и Петр Лоренц.